# Cámara de Nacionalidades de Birmania
La Cámara de Nacionalidades de Birmania o Amyotha Hluttaw ( birmano : အမျိုးသားလွှတ်တော် , IPA:  [ʔəmjóðá l̥ʊʔtɔ̀];) es la cámara alta de jure de Pyidaungsu Hluttaw, la legislatura bicameral de Myanmar (Birmania). Está integrado por 224 miembros, de los cuales 168 son elegidos directamente y 56 designados por las Fuerzas Armadas de Myanmar. Las últimas elecciones al Amyotha Hluttaw se celebraron en noviembre de 2015. En su segunda reunión, el 3 de febrero de 2016, Mahn Win Khaing Than y Aye Thar Aung fueron elegidos Portavoz y Vicepresidente de la Amyotha Hluttaw y Portavoz y Vicepresidente de Pyidaungsu Hluttaw en su conjunto.
La Cámara de Nacionalidades (Amyotha Hluttaw) consta de 224 miembros: 168 elegidos directamente y 56 designados por las Fuerzas Armadas de Myanmar. Doce representantes son elegidos por cada estado o región (incluidos los territorios de la Unión relevantes e incluido un representante de cada División Autoadministrada o Zona Autoadministrada).
Después del golpe de Estado del 1 de febrero de 2021, el presidente en funciones Myint Swe disolvió el Pyidaungsu Hluttaw, quien declaró el estado de emergencia por un año y transfirió todos los poderes legislativos al Comandante en Jefe de los Servicios de Defensa, Min Aung Hlaing.